# Subaru
Subaru je japonská automobilová značka a zároveň automobilová divize japonského koncernu Fuji Heavy Industries. Firma je od roku 1972 známá výrobou automobilů se stálým pohonem všech kol (vyjma modelu BRZ) a pohonnými jednotkami typu boxer s protiběžnými písty, kterých již vyrobila více než 15 milionů. Vozidla tak mají nízko položené těžiště s poháněnými oběma nápravami (4 × 4), což jim zaručuje vynikající jízdní vlastnosti zejména v zimních podmínkách.
Značka byla pojmenována podle otevřené hvězdokupy Plejády v souhvězdí Býka (Taurus), jejíž japonský název je Subaru. Logo automobilky také tvoří zobrazení této hvězdokupy.

## Historie a některé vyráběné modely
V roce 1946 vznikla reorganizací Nakajima Aircraft Company společnost Fuji Sanyo Co. Ltd., která začala vyrábět skútry Fuji Rabbit. První automobil Subaru (model Subaru P1) byl vyroben v roce 1954. V dalších letech Subaru vyrábělo následující modely:
- 1958 – Subaru 360
- 1961 – Subaru Sambar
- 1965 – Subaru 1000
- 1969 – Subaru 1100, Subaru R2
- 1971 – Subaru Leone (další řady v roce 1975 a 1977)
- 1983 – Subaru Domingo
- 1984 – Subaru Libero
- 1985 – Subaru Alcyone
- 1987 – Subaru Justy
- 1989 – Subaru Legacy
- 1992 – Subaru SVX
- 1993 – Subaru Impreza
- 1994 – Subaru Outback
- 1997 – Subaru Forester
- 2006 – Subaru Tribeca
- 2012 – Subaru XV
- 2012 – Subaru BRZ
- 2013 – Subaru WRX STi
- 2014 – Subaru Levorg

V roce 2005 Subaru vyrobilo 588 000 automobilů.

## Galerie

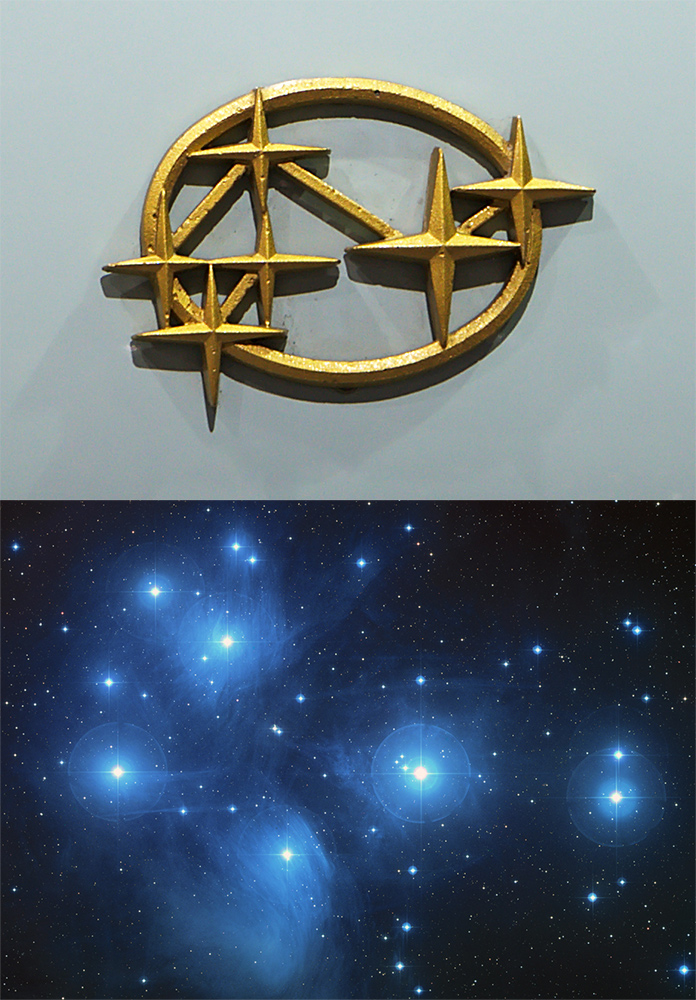
Logo v podobě Plejád na Subaru 360
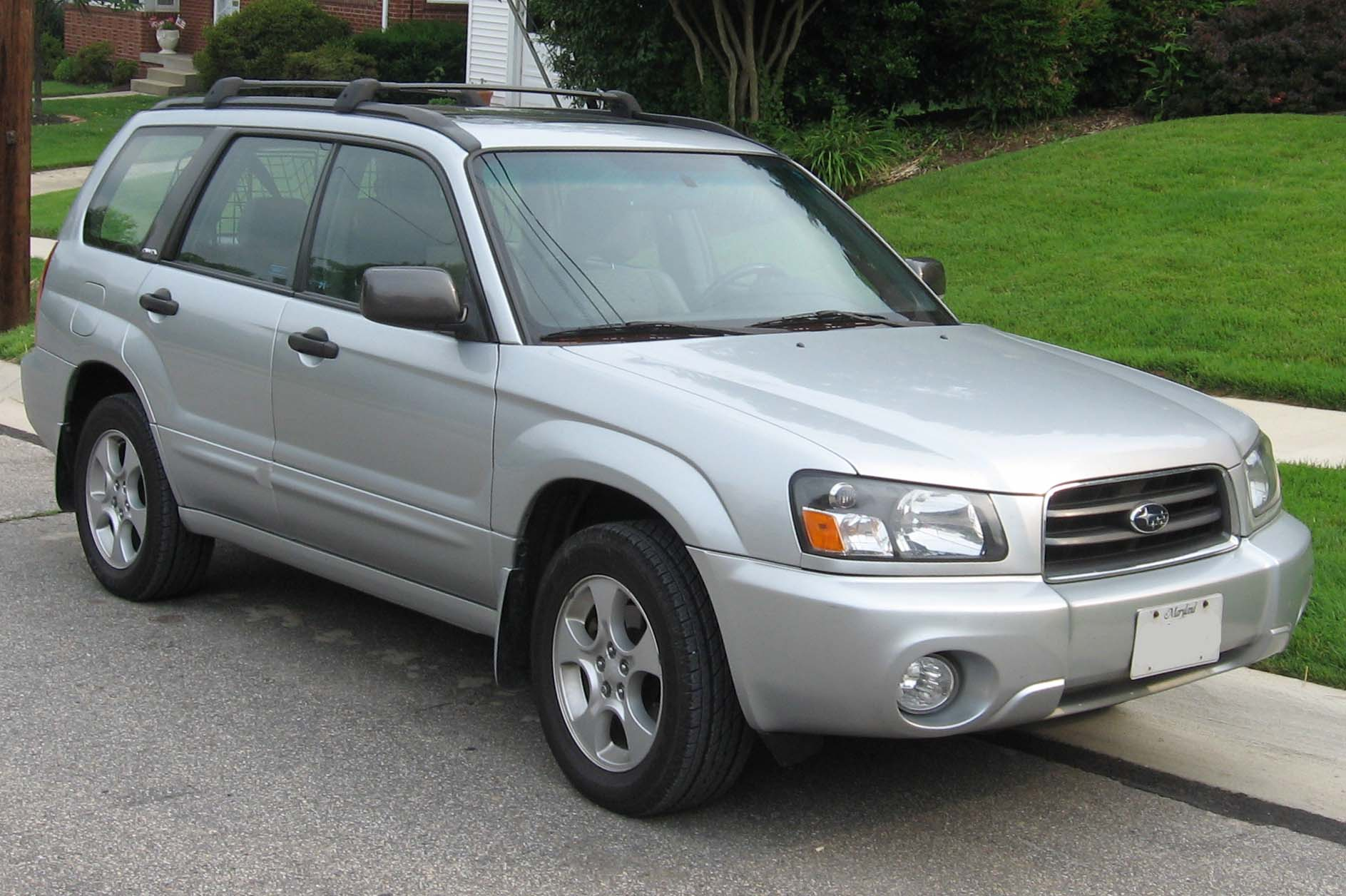
Subaru Forester
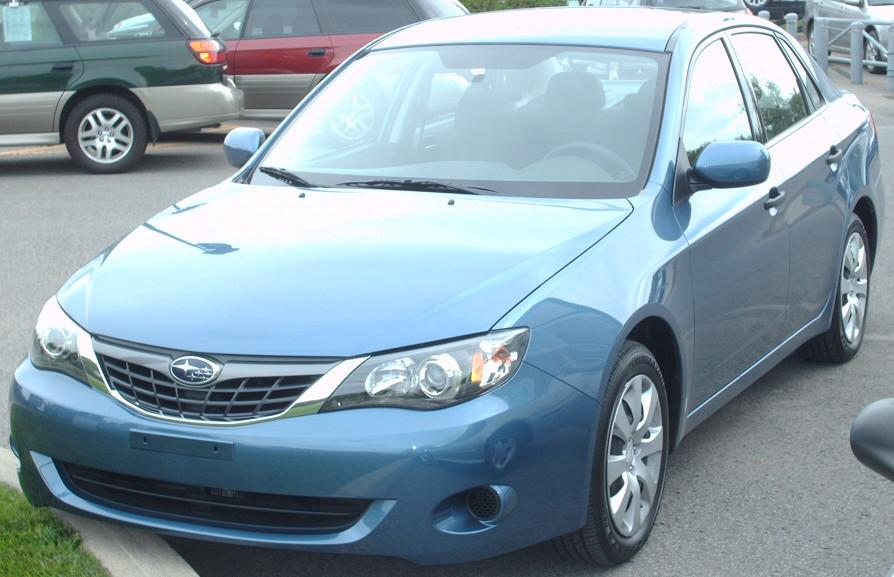
Subaru Impreza